# Eucalyptus eremophila
Eucalyptus eremophila es una especie de eucalipto perteneciente a la familia Myrtaceae.

## Descripción
Como otros mallee, esta especie de zonas semiáridas de Australia Occidental forma una densa mata de unos 3 m de ancho y sus numerosos tallos, de hasta 9 m de alto, están vestidos con una suave corteza gris. Las estrechas hojas adultas son verdeazuladas. Sus capullos corniformes amarillos o rojizos, se convierten en unas flores amarillo brillante de 35 mm de diámetro que cuelgan de las ramas en vellosos racimos en invierno y primavera.

## Taxonomía
Eucalyptus eremophila fue descrita por Joseph Maiden y publicado en Journal and Proceedings of the Royal Society of New South Wales 54: 71. 1920.
Etimología
Eucalyptus: nombre genérico que proviene del griego antiguo: eû = "bien, justamente" y kalyptós = "cubierto, que recubre". En Eucalyptus L'Hér., los pétalos, soldados entre sí y a veces también con los sépalos, forman parte del opérculo, perfectamente ajustado al hipanto, que se desprende a la hora de la floración.
Sinonimia
- Eucalyptus occidentalis var. eremophila Diels, Bot. Jahrb. Syst. 35: 442 (1904).
- Eucalyptus occidentalis var. grandiflora Maiden, Crit. Revis. Eucalyptus 4: 149 (1919).[3]